# صواح (المخادر)
صواح هي إحدى قرى عزلة المعشار بمديرية المخادر التابعة لمحافظة إب، بلغ تعداد سكانها 291 نسمة حسب تعداد اليمن لعام 2004.